# Soera Het Uitsluitende Bewijs
Soera Het Uitsluitende Bewijs is een soera van de Koran.
De soera is vernoemd naar het bewijs dat genoemd wordt in de eerste aya. Sommigen van de veelgodendienaars en de Mensen van het Boek die niet geloven, zullen pas geloven als zij een duidelijk bewijs hebben gehad. Volgens de soera worden degenen die om tekenen en wonderen vroegen, deze ontvingen, maar desondanks in ongeloof bleven volharden, beschouwd als de meest verwerpelijke schepselen, met de hel als hun uiteindelijke bestemming. Daarentegen worden de gelovigen geprezen als de beste schepselen, die als beloning de tuinen van het paradijs zullen binnengaan.

## Duiding
Het bewijs is de Koran die Mohammed voordraagt; daar wordt naar verwezen in de tweede en derde aya. Hier wordt niet gesteld dat alle Mensen van het Boek niet geloven, maar alleen zij worden bedoeld die wel tot de Mensen van het Boek behoren, maar toch niet geloven.